# Baselios Cleemis Thottunkal
Baselios Cleemis Thottunkal, narozený jako Isaac Thottunkal (* 15. června 1959 Mukkoor, Kérala, Indie), je indický kněz, kardinál a vrchní arcibiskup (v hierarchickém postavení lat. archiepiscopus maior) Syrsko-malankarské katolické církve.

## Život
Kněžské svěcení přijal 11. června 1986. Dne 18. června 2001 byl jmenovaný pomocným biskupem diecéze Trivandrum. Biskupské svěcení mu udělil 15. srpna téhož roku arcibiskup Cyril Baselios Malancharuvil. Po dvou letech, 11. září 2003, byl jmenovaný biskupem v Tiruvalle. V roce 2006, po reformě administrativních struktur syrsko-malankarské katolické církve, se zde stal arcibiskupem.
Dne 8. února 2007 ho synod církve zvolil vrchním arcibiskupem (archiepiscopus maior) trivandrumským, to je vrchním představitelem Syrsko-malankarské katolické církve. Dva dny poté papež Benedikt XVI. tuto volbu potvrdil. Intronizace proběhla 5. března 2007.
24. října 2012 Benedikt XVI. oznámil, že se Baselios Cleemis Thottunkal nachází mezi šesti novými kardinály. Jejich oficiální jmenování proběhlo na konzistoři 24. listopadu téhož roku. A dne 9. května 2013 byl instalován ve třídě kardinál-kněz titulárního chrámu sv. Řehoře VII. (San Gregorio VII.).